# Monark
För andra betydelser, se Monark (olika betydelser).
En monark (av grekiskans μονος αρχει, ensam härska) är statschef i en monarki.
Ställningen som monark är vanligen inte tidsbegränsad och ofta ärftlig. Om monarkens maktutövning begränsas och regleras av lagar är denne en konstitutionell monark och i annat fall en absolut monark. Monarken i en valmonarki, som var den ursprungliga formen i Sverige, har oftast inte[källa behövs] tillsatts främst genom släktskap och kan väljas för en bestämd mandatperiod eller på livstid. I litteraturen förekommer även att en drottninggemål kallas för monark även om hon själv inte har spelat någon politisk roll. Detta är särskilt vanligt i dualis då ett kungapar som framträtt tillsammans ofta har kallats för monarkerna.

## Kännetecken

Carl XVI Gustaf är Sveriges konung sedan den 15 september 1973. Den längst regerande monarken i Europa.

Det finns ett flertal titlar en monark kan bära: kung eller drottning; furste eller furstinna; kejsare eller kejsarinna (till exempel Kinas kejsare); hertig, ärkehertig, eller storhertig; emir (Qatars emir); sultan (Omans sultan); och farao. Ibland kan prins, speciellt i äldre texter, användas som en generell term för vilken monark som helst, oberoende av titel.
I sin natur är monarki politisk eller sociokulturell, och är i allmänhet associerad med arvmonarki. De flesta monarker, både i dagsläget och historiskt, har fötts och uppfostrats i en adlig familj (om familjen regerar över en längre tid kallas det för en dynasti). Olika system för arv har använts, såsom närhet av blod, primogenitur, agnatisk tronföljd, saliska lagen, med mera.
En kung kan också vara en drottnings man, och en drottning kan vara en kungs fru. Om båda i paret regerar, anses ofta ingen vara en gemål. Traditionellt sett har de flesta monarker varit manliga, men kvinnliga monarker har också styrt. Termen regerande drottning  används för att skilja på en härskande monark och en kungs gemål.
Vissa monarkier är icke-ärftliga. I en valmonarki väljs monarken direkt eller av någon sorts råd. Historiska exempel av valmonarkier är Tysk-romersk kejsare (valda av kurfurstar, men kom ofta ifrån samma dynasti) och valet av kung för det polsk-litauiska samväldet. Moderna exempel inkluderar Malaysias Yang di-Pertuan Agong, som blir vald var femte år eller efter kungens död; och den katolska kyrkans påve som är Vatikanstatens regent och blir vald av kardinalkollegiet.

## Historia

### Monarker i Asien
Asien har flest monarker av alla kontinenter.

#### Malaysia
Malaysia är en konstitutionell valmonarki och Yang di-Pertuan Agong (vanligen kallad "kung") är statschef. Styrelseskicket har baserats på det parlamentariska Westminstersystemet, ett arv från det brittiska koloniala styret. Yang di-Pertuan Agong väljs var femte år av de nio ärftliga härskarna i de malaysiska staterna (nio av Malaysias tretton delstater kungliga härskare som ärver delstatens tron), de övriga fyra staterna, som har ordinarie guvernörer, deltar inte i valet. Kungens roll är till stor del ceremoniell sedan en ändring av konstitutionen 1994, att utse ministrar och medlemmar av överhuset.

### Monarker i Europa

Karta över Europas monarkier.
monarki
republik

Idag finns det tolv monarkier i Europa: sju kungadömen (Belgien, Danmark, Nederländerna, Norge, Spanien, Sverige, och Storbritannien), ett storfurstendöme (Luxemburg), ett påvedöme (Vatikanstaten), två furstendömen (Liechtenstein och Monaco), och ett diarki-furstendöme (Andorra).
Tio av dessa monarkier räknas som suveräna stater där statschefen (monarken) ärver sitt ämbete. De två som inte räknas som suveräna stater är Andorra och Vatikanstaten. Sverige, Norge, Danmark, och Storbritannien har de äldsta kungahusen i Europa som fortfarande sitter på tronen, medan Luxemburg och Nederländerna varit monarkier sedan 1800-talet.

#### Sverige
Av de existerande monarkierna idag är Sveriges en av de äldsta. I Sverige har ätten Bernadotte regerat sedan 1818 vilket därmed gör huset Bernadotte till landets mest långlivade dynasti.

#### Vatikanstaten
Den nyaste monarkin i Europa är Vatikanstaten som blev självständig från Italien 1929. Sedan dess är påven den valda monarken över stadsstaten samt Heliga Stolen.
Fram till 1870 var påven furste över Kyrkostaten som täckte en betydande del av den apenninska halvön, men i samband med Italiens enande införlivades dess territorier i det framväxande Kungariket Italien. Påven gick från att ha varit en suverän furste till att vara beroende av det italienska kungadömet, och förklarade sig då som varande "fånge i Vatikanen". Under Benito Mussolinis period som regeringschef kunde konflikten lösas genom Lateranfördraget. Fördraget återgav Heliga stolen kontroll över viktiga kyrkobyggnader i Rom, där Vatikanen fick bilda en suverän stadsstat, samt att kyrkor och administrationsbyggnader utanför Vatikanens område tillerkändes exterritorialitet motsvarande som för utländska staters ambassader.